# فرهنگ ایران‌زمین (مجله)
فرهنگ ایران‌زمین، مجلهٔ پژوهشی که هر سه ماه یک بار در زمینهٔ مطالعات و تحقیقات ایرانی منتشر می‌شد. این نشریه را ایرج افشار در سال ۱۳۳۲ با همکاری دوستان نزدیک خود: محمدتقی دانش‌پژوه، منوچهر ستوده، مصطفی مقربی و عباس زریاب خویی بنیاد گذاشت. فرهنگ ایران‌زمین مجله‌ای کاملاً تحقیقی و از اساسی‌ترین و جدی‌ترین مجلات و به اسلوب نشریاتی که در زمینهٔ مطالعات خاورشناسی و ایران‌شناسی در آن روزگار در جهان وجود داشت به طبع می‌رسید.

## آغاز راه
نخستین شمارهٔ فرهنگ ایران زمین در ۱۳۳۲ش منتشر شد. پنج تومان بهایش بود و فقط دویست و پنجاه نسخه از آن چاپ شد. در ابتدا قرار بود به صورت فصلی منتشر شود بدین ترتیب سال‌های اول تا هفتم در چند دفتر لیکن از سال نهم به بعد هر سال در یک دفتر انتشار می‌یافت. هر یک از بنیان‌گذاران این نشریه در اغلب مجلدات این مجله، مقاله‌ای تحقیقی نوشته‌اند. در نحوهٔ چاپ و ترتیب درج مقالات هم روشی اتخاذ شده بود که نشریهٔ فرهنگ ایران زمین چهره‌ای کاملاً علمی داشته باشد. مخصوصاً به اسلوبی باشد که میان خاورشناسان مقام و اعتباری بیابد، تا تصور آن نباشد که انتشارات تحقیقی منحصر باید به وسیله شرق شناسان به چاپ برسد.
از برخی ایران‌شناسان اروپائی و آمریکائی هم مقالاتی در این نشریه به چاپ رسیده‌است. همچنین از بسیاری استادان برجستهٔ ایران چون مجتبی مینوی و سعید نفیسی مقالات ارزنده‌ای در این نشریه عرضه شده‌است.

## آغاز راه به نقل از ایرج افشار
در همان اوقات من مجله مهر (سال هشتم) را اداره می‌کردم و چون مرحوم مجید موقر، صاحب امتیاز آن، مجله را با مقاصد سیاسی خود درآمیخت از اواسط سال نهم آن را رها کردم و درصدد نشر مجله ای تحقیقی بودم که بتوانم دنباله کار دلخواهم رها نشود. پس موضوع انتشار چنین نشریه ای را با دکتر منوچهر ستوده و دکتر محمد کیوانپور مکری و دکتر مصطفی مقربی و دکتر عباس زریاب خویی در میان نهادم. آنان ضررهای مالی و دشواری و وقت‌گیری کار را پیش‌بینی می‌کردند، ولی من پیشنهاد کردم در صورت همکاری معنوی و کمک قلمی دوستان، هرگونه گرفتاریهای مالی و اداره امور آن را متعهد می‌شوم.
دو سه تن از دوستان گفتند اگر قرار باشد که چنین نشریه ای به چاپ برسد بهتر است نام «فرهنگ ایران زمین» که مورد علاقه ما بوده بر آن گذاشته شود.
در نخستین شماره مجله که انتشار یافت نام «گردآورندگان» محمدتقی دانش‌پژوه، منوچهر ستوده، مصطفی مقربی، عباس زریاب خویی، ایرج افشار به چاپ رسید و روش و هدف آن به قلم من در اولین شماره درج شد.
هر یک از بنیادگذاران از آغاز به معرفی نشریه میان دوستان و همکاران خود پرداخت و آنان را مشترک می‌ساخت. این کار تا مدت پنج سال ادامه داشت تا اینکه مجله بر پای ایستاد. در سال اول تعداد مشتریان ۱۵۷ و سال دوم ۱۸۳ نفر بودند (اعم از اشخاص و کتابخانه‌ها در ایران و کشورهای دیگر) و به تدریج بر تعداد افزوده می‌شد تا به حدود چهارصد رسید و تعداد کمی هم تک فروشی داشت.

دانشمندان گرانقدر سید حسن تقی‌زاده، ابراهیم پورداود، علی اصغر حکمت، دکتر غلامحسین صدیقی، دکتر یحیی مهدوی، مجتبی مینوی، محمدتقی مدرس رضوی از جمله خریداران و پشتیبانان نخستین و راستین آن بودند. سعید نفیسی از آغاز به همکاری قلمی ما را دلشاد می‌داشت.

## اهداف مجله
مسائلی که در فرهنگ ایران زمین، مورد بحث است به این صورت است:
1. مطالعه در زبان و لهجه‌های ایرانی و چاپ اشعار و افسانه‌ها و امثال و پندهایی که از آنها بدست باشد.
2. چاپ کردن متون کوتاه و مفید زبان فارسی که تاکنون چاپ نشده‌است.
3. بدست دادن فهرست مآخذ و منابعی که برای مطالعه در مسائل مختلف مربوط به ایران مفید تواند بود.
4. زنده کردن و نمایاندن لغات فارسی که در آثار گذشته بکار رفته‌است و اکنون مهجور می‌باشد.
5. گرد آوردن فرهنک عامه (Folklore) که شامل افسانه‌ها و بندها و ترانه‌ها و بازی‌ها و شوخی‌ها و دیگر مآثر فکری و ذوقی مردم مختلف سرزمین ماست
6. فهرست کردن کتابهای خطی و نفایس هنری مجموعه‌های شخصی.
7. ترجمه متون عربی از آثار دانشمندان ایرانی.
8. بررسی و مطالعه در تاریخ ایران.
9. ترجمه مقالات و آثار ایرانشناسان
10. نوشتن سرگذشت خاور شناسانی که درباره ایران آثاری دارند.